# المهرجان الدولي للفنون السوداء
المهرجان الدولي للفنون السوداء (بالفرنسية: Festival Mondial des Arts Nègres)‏، هُو مهرجان ثقافي وفني يستمر لمُدة شهر ويُقام في مدينة أفريقية مُختلفة كل مرة. يضم المهرجان مجالات الشعر والنحت والرسم والموسيقى والسينما والمسرح والأزياء والهندسة المعمارية والتصميم والرقص، ويستقبل فنانين ومُبدعين أفارقة من جميع أنحاء العالم.

## تاريخ المهرجان

### داكار (1966)
أقيمت الدورة الأولى من المهرجان الدولي للفنون السوداء أو المهرجان العالمي لفنون الزنوج في داكار في السنغال خلال الفترة من 1 إلى 24 أبريل 1966، بمُبادرة من الرئيس السنغالي السابق ليوبولد سنغور وتحت رعاية مُنظمة اليونسكو. شارك في المهرجان فنانون من 45 دولة ما بين أفريقيا وأوروبا ومنطقة البحر الكاريبي، وقد نُظمت فعاليات خاصة بفنون الأدب والموسيقى والمسرح والفنون البصرية والأفلام والرقص. كان هذا أول مهرجان ترعاه السنغال لعرض أعمال الفنانين والموسيقيين والكتاب الأفارقة والمغتربين الأفارقة أمام جمهور عالمي. كان من بين المشاركين المؤرخ الشيخ أنتا ديوب، والراقصان آرثر ميتشل وألفين أيلي، فرقة كابويرا من باهيا؛ دوق إلينغتون وماريون ويليامز والمُطربين جولي أكوفا أكوسا وبيلا بيلو، والكُتاب إيمي سيزير ولغستون هيوز ووول سوينكا وأميري بركة وسارة ويبستر فابيو. قدم المخرج ويليام غريفز فيلمًا وثائقيًا مدته 40 دقيقة يتحدث عن المهرجان تحت عُنوان «المهرجان العالمي الأول لفنون الزنوج» (1968). أنتج الصحفي الإيطالي سيرجيو بوريلي فيلما وثائقيا عن المهرجان مدته 50 دقيقة حمل عُنوان (بالإيطالية: Il Festival de Dakar)‏ لصالح شبكة راي.

### لاغوس (1977)
أُقيمت النسخة الثانية من المهرجان سنة 1977 في لاغوس، وذلك في الفترة من 15 يناير إلى 12 فبراير وتحت رعاية الرئيس النيجيري السابق أولوسيجون أوباسانجو. حضر المهرجان أكثر من 17000 مشارك من أكثر من 50 دولة، وقد كان أكبر حدث ثقافي على الإطلاق يُنظم في القارة الأفريقية. من بين الفنانين الذين شاركو في المهرجان كان ستيفي وندر وصن را أركسترا ودونالد بيرد من الولايات المتحدة، وتابو لي وفرانكو لوامبو من الكونغو، وجيلبرتو جيل من البرازيل، وبمبيا جاز ناشيونال من غينيا، ولويس موهولو ودودو بوكوانا وميريام ماكيبا من جنوب أفريقيا.

### داكار (2010)
أقيمت الدورة الثالثة من المهرجان سنة 2010 في داكار في الفترة من 10 إلى 31 ديسمبر 2010، وذلك تحت رعاية الرئيس السنغالي آنذاك عبد الله واد تحت شعار النهضة الأفريقية. في خطاب الرئيس واد في الأمم المتحدة سنة 2009، قال : «أدعو جميع الأفارقة، كل أبناء وبنات الشتات، كل رفاقي المواطنين، جميع الشركاء المستعدين للسير إلى جانبنا، كل الدول، جميع المنظمات الدولية. والمؤسسات والشركات وما إلى ذلك. أدعوهم من أجل تحقيق نجاح باهر لهذا المهرجان وقيام إفريقيا جديدة». شارك في حفل افتتاح المهرجان يوسو ندور وبابا مال وأنجيليك كيدجو وتوماني دياباتي ووايكلف جين وإوزان بالسي وكارلينهوس براون وماهوتيلا كوينز. بالإضافة إلى الموسيقى والسينما، تضمن المهرجان معارض فنية وعروض مسرحية وعروض أزياء وعروض رقص وتصوير وغيرها، وذلك بمُشاركة فنانين ومُثقفين من عشرات دول الشتات الأفريقي، بما في ذلك الولايات المتحدة والبرازيل وهايتي وفرنسا وكوبا.